# Zbigniew Mikielewicz

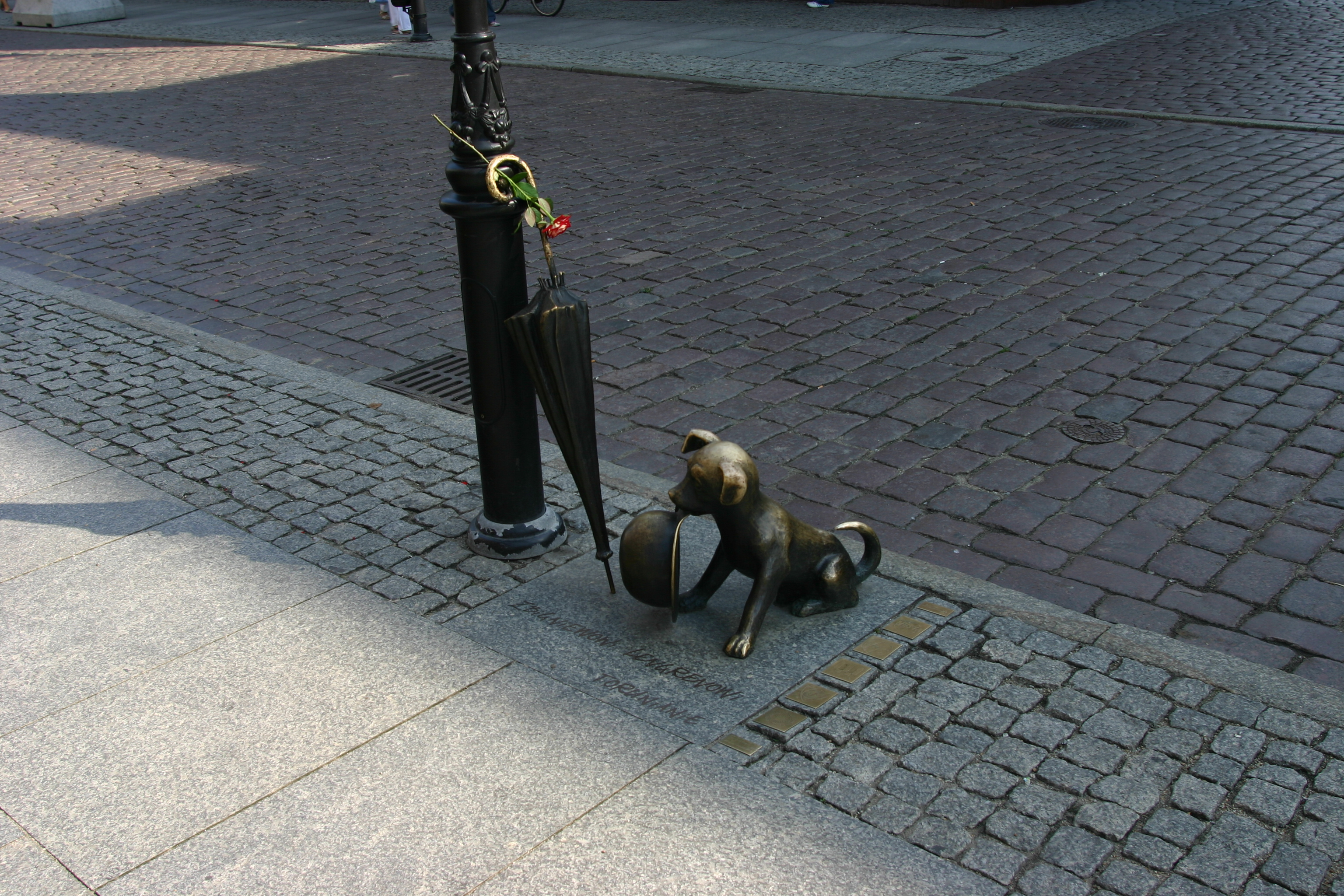
Rzeźba Filusia, upamiętniająca Zbigniewa Lengrena

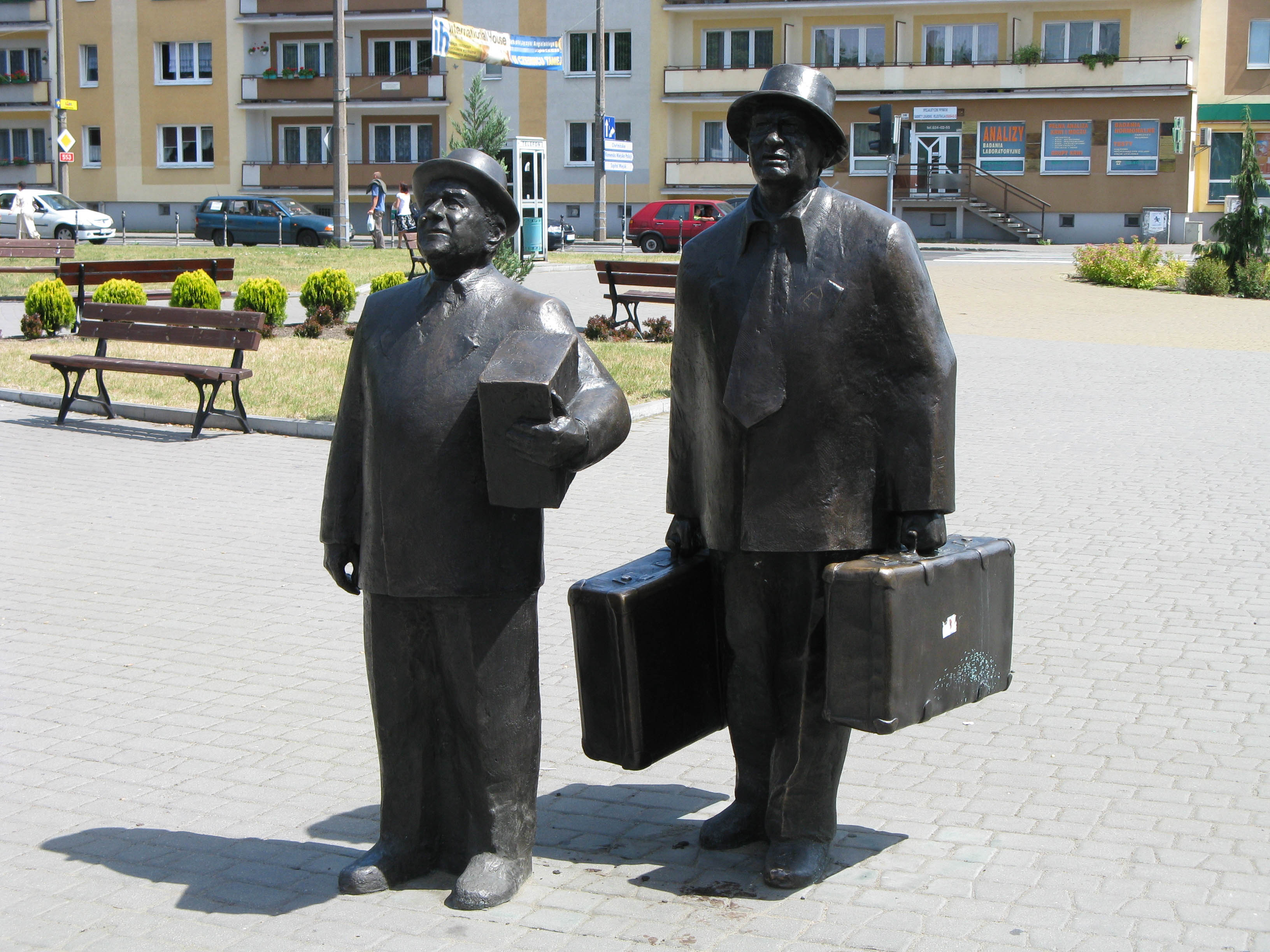
Pomnik Kargula i Pawlaka

Zbigniew Mikielewicz (ur. 25 lutego 1956) – polski rzeźbiarz, malarz i scenograf. W 1982 roku uzyskał dyplom w zakresie rzeźby w pracowni prof. Barbary Bieniulis-Strynkiewicz na Wydziale Sztuk Pięknych UMK w Toruniu. W 2010 roku został uhonorowany Medalem „Thorunium”.
Był projektantem rzeźb i pomników umieszczonych w przestrzeni publicznej m.in:
- rzeźby psa Filusia, upamiętniającej Zbigniewa Lengrena, znajdującej się na skrzyżowaniu Rynku Staromiejskiego z ulicą Chełmińską w Toruniu[3][4];
- realizacji przestrzennej poświęconej postaciom Kargula i Pawlaka w Toruniu[5];
- rzeźby pomnika gen. Stefana Roweckiego w Warszawie[6];
- drzewo – elementu Pomnika Janusza Korczaka przy placu Defilad w Warszawie[7];
- Pomnika Władysława Raczkiewicza w Toruniu[8];
- Pomnik Bolesława Krzywoustego w Płocku[9];
- Pomnik kard. Augusta Hlonda w Katowicach (we współpracy z architektem Przemysławem Dudzikiem)[10];
- Pomnik Ofiar Zbrodni Pomorskiej 1939 w Toruniu[11].

22 czerwca 2008 w Toruniu uruchomiono fontannę Cosmopolis wykonaną według jego koncepcji, jednak liczba zmian wprowadzonych przez wykonawców spowodowała, że Zbigniew Mikielewicz odmówił sygnowania jej swoim nazwiskiem.